# Basilica di Santa Maria Ausiliatrice (Radovljica)
La basilica di Santa Maria Ausiliatrice (in sloveno Bazilika Marije Pomagaj, in tedesco Kirche Maria Hilf) è il luogo di pellegrinaggio più importante della Slovenia. Parte dell'arcidiocesi di Lubiana, la chiesa del villaggio di Brezje, nel comune di Radovljica, fu elevata nel 1988 dal papa Giovanni Paolo II al rango di basilica minore.